# École d'état-major
L'École d'état-major (EEM) est une école militaire française préalablement située à Compiègne mais désormais implantée à Saumur. Elle forme les futurs officiers d'état-major. Depuis 2023 c'est une composante du Centre d'enseignement militaire supérieur terre. 

## Historique et mission actuelle
Les officiers d’état-major ont d'abord constitué un corps particulier : le corps d'état-major. L'École d'application du Corps royal d'état-major a été créée en 1818 et ouverte aux meilleurs élèves des écoles de Saint-Cyr : ceux qui avaient réussi le concours de l'école d'état-major.
Désormais, elle forme des officiers de l'Armée de terre destinés à servir en état-major, ainsi que certains sous officiers supérieurs. Cette scolarité n'est accessible qu'aux officiers d'un grade minimum de capitaine, disposant de certains prérequis en langues étrangères notamment. Les officiers du corps des officiers des armes doivent impérativement avoir commandé une unité élémentaire au préalable. Les sous officiers suivent un stage de 3 semaines.
À l'issue de la scolarité de quatre mois, les élèves se voient décerner le diplôme d'état-major (D.E.M.). Il est une condition nécessaire, mais pas suffisante, pour accéder à la qualité d'officier supérieur.

## Devise
« Duci et militi » (Pour le chef et le soldat)

## À l'international

### Canada
Existe également au Canada l’École d'état-major des Forces canadiennes, à Toronto, qui a ouvert ses portes en 1960 sous le nom de Collège d’état-major de l'ARC ; elle est affiliée à la Force aérienne du Canada.
L'attribut des officiers du corps d'état-major furent les aiguillettes dorées. Aujourd'hui, ces aiguillettes sont portées par les chefs de cabinet et aides de camp, ainsi que par tout officier d'état-major (dans ce dernier cas, le port est facultatif).

### Maroc
En 1964 est fondée au Maroc l'école d'état-major de Kénitra. Elle devient en 2000 le collège royal de l'enseignement militaire supérieur (CREMS).